# AZX-Monstrum
El AZX-Monstrum es un proyecto de ordenador ruso compatible con el ZX Spectrum diseñado en 1999. 
La CPU está basada en un Zilog Z380 (una versión de 32 bits del Zilog Z80, capaz de funcionar a 40 MHz), e incluye un adaptador gráfico, teclado AT, BIOS, BASIC-ROM extendida y 4 GB de memoria RAM. El ordenador es compatible con los ZX Spectrum en un 98%.
Los dispositivos estándar incluyen controladores de disco duro, DMA vs IRQ, multitarea a través de rutinas en ROM y otros.
El proyecto está paralizado desde 2005.